# Max Böhm
Max Böhm (ur. 16 grudnia 1879 w Raciborzu, zm. w maju 1936) – niemiecki  lekarz chirurg i ortopeda.

## Życiorys
Był synem raciborskiego fabrykanta wódek i likierów Josefa Böhma. Uczęszczał do raciborskiego gimnazjum, gdzie zdał maturę. Po maturze rozpoczął studiować medycynę w Berlinie, Wrocławiu oraz Monachium, specjalizując się w nowym ówcześnie kierunku – ortopedii.
Po ukończeniu studiów odbył służbę wojskową, po której dostał pięcioletni kontrakt na pracę w renomowanym szpitalu w Bostonie. Po zakończeniu kontraktu powrócił do kraju, gdzie rozpoczął współpracę ze znanymi specjalistami w dziedzinie ortopedii - profesorami Hoffą i Schützem. Dzięki temu mógł ugruntować oraz dopełnić swoją wiedzę. Po wybuchu I wojny światowej został zmobilizowany jako lekarz wojskowy. Jego zadaniem była organizacja lazaretów wojskowych na froncie wschodnim. W 1915 roku otrzymał nowe zadanie - miał zorganizować i kierować lazaretem dla żołnierzy po różnego rodzaju amputacjach w Jacobsberg-Allenstein. W lazarecie oprócz rehabilitacji żołnierzy po amputacji powstały także warsztaty, których zadaniem była produkcja różnego rodzaju protez pomysłu Böhma.
Był również twórcą pionierskich metod ćwiczeń dla inwalidów z protezami, co większości z nich pozwoliło na powrót do normalnego życia zawodowego. Był powszechnie szanowany, dzięki swojej pracy co przejawiało się w wielu dowodach wdzięczności dla lekarza. W 1916 roku został przeniesiony do Berlina, gdzie otrzymał część zamku w Charlottenburgu na centralny lazaret. Udostępniła mu go para cesarska, a w szczególności cesarzowa, która była zafascynowana pracą i osiągnięciami wybitnego lekarza.
Po I wojnie światowej prowadził wiele kursów, wykładów i odczytów dla lekarzy specjalizujących się w ortopedii z wielu krajów Europy i Ameryki. był również honorowym członkiem wielu stowarzyszeń i instytucji naukowych. Napisał wiele bardzo wartościowych i cenionych rozpraw i opracowań.
Max Böhm zmarł nagle na nieuleczalną chorobę w maju 1936 roku, a jego kondukt pogrzebowy prowadził jego 84-letni ojciec.